# Catapodium
Catapodium là một chi thực vật có hoa trong họ Hòa thảo (Poaceae).

## Loài
Chi Catapodium gồm các loài: